# Nordisk Renting
Nordisk Renting AB är ett svenskt företag verksamt inom fastighetsrenting. Företaget grundades 1986 av dåvarande PKbanken, som senare blev Nordbanken och därefter Nordea. Sedan 2003 ägs Nordisk Renting av Royal Bank of Scotland, RBS.
Rentingverksamheten består av att förvärva kontors- eller industrifastigheter av företag och organisation som själva äger fastigheter de använder. Efter förvärvet hyrs fastigheten tillbaka till säljaren med långa hyresavtal, ofta med en option för hyresgästen att köpa tillbaka fastigheten. Bolaget ägde 2006 fastigheter till ett marknadsvärde om cirka 26 miljarder.

## Verkställande direktörer
- 1986-2001: Göte Dahlin[2]
- 2001-2016: Reinhold Geijer[2]
- 2016-: Caroline Bertlin[1]